# Fiat Chrysler Automobiles
A Fiat Chrysler Automobiles N.V. (rövidítése:FCA) egy olasz-amerikai multinacionális autóipari vállalat volt, amely 2014-ben jött létre. Székhelye Amszterdamban, pénzügyi központja Londonban volt. 
2020. december 21-én az EU versenyhatósága engedélyezte az FCA egyesülését a PSA-val, így jött létre a Stellantis.

## Története
Az addig a DaimlerChryslerhez tartozó Chrysler Group 2009-ben csődbe ment, majd reorgnizációjára került sor az olasz Fiat Sp.A., valamint az Amerikai Egyesült Államok és Kanada kormányai tulajdonába kerülő cég formájában. Az alapítás dátuma 2014. október 12.
Az  FCA 2017-ben rekordszintű, 3,5 milliárd euró profittal zárt a 2016-os 1,8 milliárd euró nyereség után. Ezáltal a világ hetedik legnagyobb autógyára lett. 2017-ben 4,7 millió gépkocsit értékesített, körülbelül ugyanannyit, mint 2016-ban.
Elnök-vezérigazgatója Sergio Marchionne volt, akinek egészségi állapota 2018-ban megromlott. Utódja Mike Manley lett. 
Az FCA 2019-ben értékesítte a Magneti Marelli autóipari alkatrészgyártó vállalatot. A céget 5,8 milliárd euróért vette meg a Calsonic Kansei japán gépjárműalkatrész-gyártó vállalat.

## A holdinghoz tartozó cégek

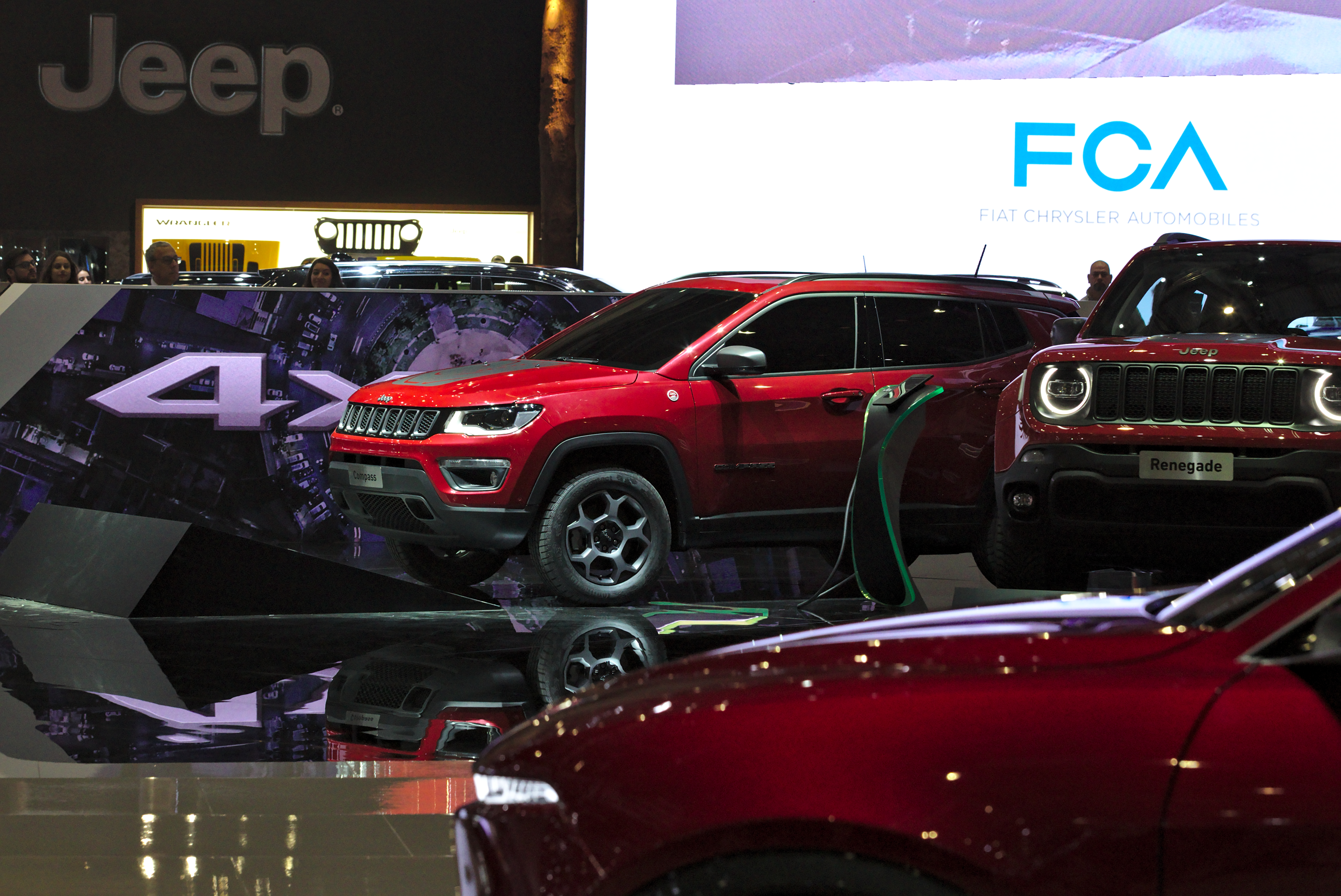
Az FCA sajtókonferenciája a Genfi Autószalonon 2019-ben

- FCA Italy S.p.A.
  - Abarth & C.
  - Alfa Romeo Automobiles
  - Fiat
  - Fiat Professional
  - Lancia Automobiles
  - VM Motori
- FCA US LLC
  - Chrysler
  - Dodge
  - Jeep
  - Ram
  - Mopar
- Maserati

Alkatrészgyártók
- Comau
- Teksid

## Logó
AZ FCA új logóját a Robilant Associati nevű olasz branding-cég tervezte. Ezzel egyidejűleg megszüntették a Fiat S.p.A. logójának, valamint a Chrysler ötágú logójának (ú.n. Pentastar) a vállalatcsoport márkájaként való használatát.